# بنجامين برينغل
بنجامين برينغل هو محامي وقاضي وسياسي أمريكي، ولد في 9 نوفمبر 1807، وتوفي في 7 يونيو 1887. نشط حزبياً في حزب اليمين. وقد انتخب عضو جمعية ولاية نيويورك ‏ وانتخب عضو مجلس النواب الأمريكي ‏.